# Ardisia celebica
Ardisia celebica är en viveväxtart som beskrevs av Rudolph Herman Scheffer. Ardisia celebica ingår i släktet Ardisia och familjen viveväxter. Inga underarter finns listade i Catalogue of Life.